# Granschütz
Granschütz is een plaats en voormalige gemeente in de Duitse deelstaat Saksen-Anhalt en maakt deel uit van de Landkreis Burgenlandkreis.
Granschütz telt 1.202 inwoners.

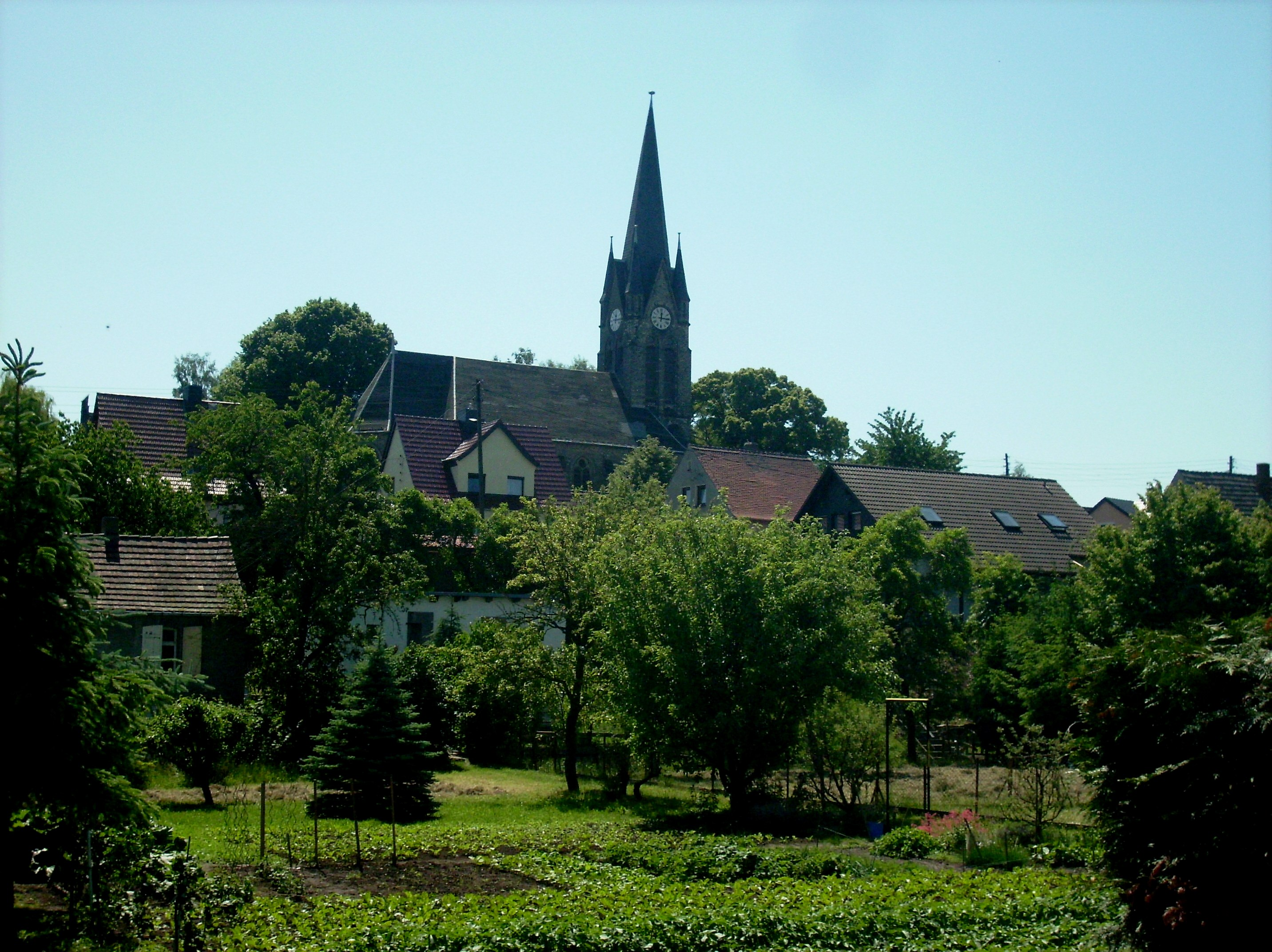
Granschütz
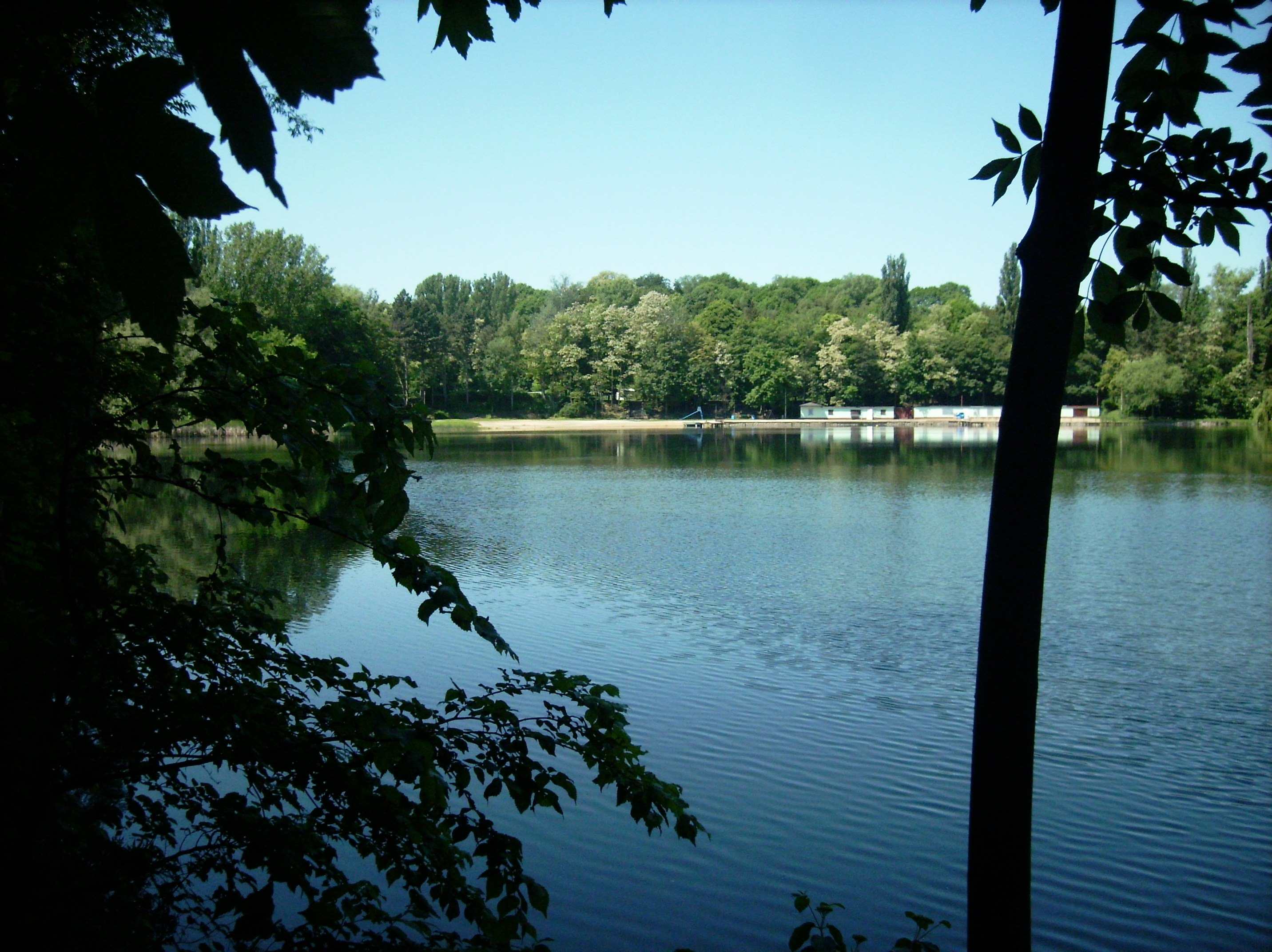
Auensee bij Granschütz